# 吉川経信
吉川 経信（きっかわ つねのぶ）は、室町時代中期の武将。安芸国国人・吉川氏9代当主。戦国時代の武将として有名な吉川広家も、経信と名乗っていたこともあるが別人である。

## 生涯
応永23年（1416年）、父の隠居で家督を継ぐ。
永享13年/嘉吉元年（1441年）、嘉吉の変で将軍・足利義教を殺害した赤松満祐追討に参加して武功を挙げた。この功績により、幕府よりその功績を評価されて、安芸国内に加増され、地位も安芸国内における幕府の最大御家人として待遇されることとなった。
康正2年（1456年）に死去し、家督は子の之経が継いだ。